# 三腳渡天德宮
25°04′52″N 121°31′03″E / 25.081107°N 121.517458°E
三腳渡天德宮，是位於臺灣臺北市士林區福華里、基隆河畔三腳渡碼頭的土地祠，早先為躲拆除而裝有輪子的違建，後來設有升降機以避淹水，現被臺北市政府列為裝置藝術。

## 沿革
位在基隆河畔三腳渡碼頭的此廟，早期是一座隱身於田頭田尾的小土地公廟。該區域屬於士林區福華里。
後來當地捕紅蟲的漁民收容被六合彩彩迷丟棄在基隆河、淡水河的神像，並搭起鐵皮屋供奉。但遭到拆除隊用怪手破壞，遂改用帆布車棚容納。為了躲避行水區的違建稽查，廟設計成可活動的鐵皮屋，方便信眾將廟扛在肩上。其後，廟身四角還裝車輪，逢工務局前來拆除，信眾可推著神像上大卡車逃走。
約2005年左右，老漁民們以老人年金籌資，與藝術家們合作將此廟改建為可以升降以避淹水，也成為當地的地標。
新廟身集資新台幣200多萬元打造配有升降機。每逢陸上颱風警報或豪雨特報，廟方焚燒一炷清香後就會開啟馬達，讓18噸重的新廟便沿著廟身四周7公尺高的不鏽鋼柱緩緩升起，以避免淹水。

## 反應
在處於違建時期，對信眾此種躲避方法，林文義以「意味著一種舊時代告別之前，悲壯的掙扎、抗拒」來形容；長期記錄淡水河堤社區的攝影師曾文邦則開玩笑說：「這真是充分展現台灣人的『刁民』性格！」
裝有起落架後，有人問啟動時，是否先擲筊請求神示同意，三腳渡協會前理事長張福來笑說：「不同意也得同意」，但通常只抬升2、3公尺——他解釋，升太快怕土地公嚇到。臺北市政府工務局水利工程處也體恤地方信仰，將此廟列為裝置藝術。